# Max Blicher Hansen
Max Blicher Hansen (24. marts 1943 – 9. december 2009) var en københavnsk brandmand, der blev landskendt ved at nægte at følge fagforeningens aftale med arbejdsgiveren, Københavns Kommune, om at skulle være medlem af fagforeningen. Det førte til en omfattende retssag om problemstillingen om frivilligt medlemskab af foreninger eller foreningsfriheden.
Hansen ønskede ikke at være medlem af brandfolkenes organisation, den daværende Kommunalt Arbejderforbund og skiftede derfor i 1984 til Danmarks Frie Fagforening. Følgen af dette forhold blev, at hans kolleger nedlagde arbejdet ud fra en betragtning om, at man ikke ønskede at samarbejde med en kollega som ikke var medlem af samme fagforbund. 
Efter flere års forhandling besluttede Københavns Kommune i 1988, at afskedige Hansen med henvisning til hans fagforeningsforhold. Indenrigsministeriet/kommunaltilsynet underkendte afskedigelsen. Sagen endte i Højesteret, hvor Indenrigsministeriets underkendelse i 1990 blev annulleret og henvist til domstolene. Da sagen kom for Højesteret igen i 1992 blev afskedigelsen erklæret ugyldig og Max Blicher Hansen blev genansat. I juni 1992 beskadigede han dog sin akillessene i tjenesten og blev senere afskediget med virkning fra 1995. Hansen forsøgte at få fyringen omgjort, men tabte sagen i Højesteret og gik herefter på pension i 1997.
Menneskerettighedsdomstolen i Strasbourg afgjorde i en sag fra 2006 om to andre personer, at de danske eksklusivaftaler er ulovlige.

## Eksterne referencer
- Max Blicher Hansen på gravsted.dk

1. ↑  "Udskrift af domsprotokollen" (PDF). Højesteret. 14. juni 1990.
2. ↑  "Brandmand i Højesteret". Jyllandsposten. 25. november 1997. Hentet 14. oktober 2024.
3. ↑  "Brandmand stopper kamp om fyring". Jyllandsposten. 29. november 1997. Hentet 14. oktober 2024.
4. ↑  "Domstol gav rødt kort til eksklusivaftaler". Information. 12. januar 2006. Hentet 14. oktober 2024.
5. ↑  "De synes stadig, at de kæmper for at beskytte de svageste mod de onde kapitalister". Jyllandsposten. 5. august 2012. Hentet 14. oktober 2024.